# William Bonner (Nachrichtensprecher)

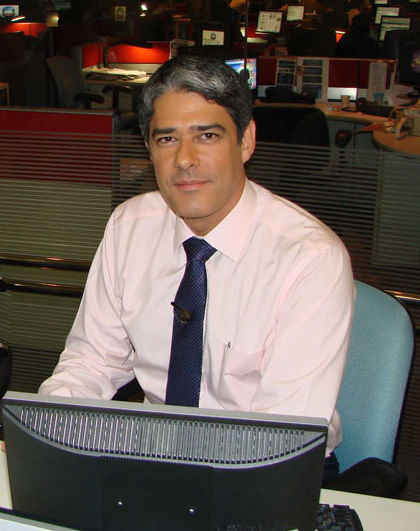
William Bonner an seinem Arbeitsplatz

William Bonemer Júnior, bekannt unter William Bonner (* 16. November 1963 in São Paulo) ist ein brasilianischer Nachrichtensprecher, Publizist und Journalist. Er ist Chefredakteur und Anchorman des Jornal Nacional, der beliebtesten Nachrichtensendung Brasiliens des Fernsehsenders TV Globo.

## Karriere
Nach dem Studium und einem Abschluss in Massenkommunikation mit Schwerpunkt Werbung und Öffentlichkeitsarbeit an der Escola de Comunicações e Artes der Universität São Paulo (ECA-USP) begann Bonner seine berufliche Laufbahn 1983 in der Werbung.
Ab 1985 arbeitete er bei Rede Bandeirantes als Ansager und Moderator in São Paulo. Im Juni 1986 wechselte er zum Konkurrenzsender Rede Globo, ebenfalls in São Paulo, als Redakteur und Moderator der lokalen Fernsehnachrichtensendung SPTV. Im Jahr 1988 leitete er auch die sonntägliche Abendsendung Fantástico.
Im folgenden Jahr zog er nach Rio de Janeiro und präsentierte die Spätnachrichtensendung Jornal da Globo zwischen 1989 und 1992, zusammen mit seiner Ehefrau Fátima Bernardes. Das Paar hat Drillinge, Laura, Beatriz und Vinícius.

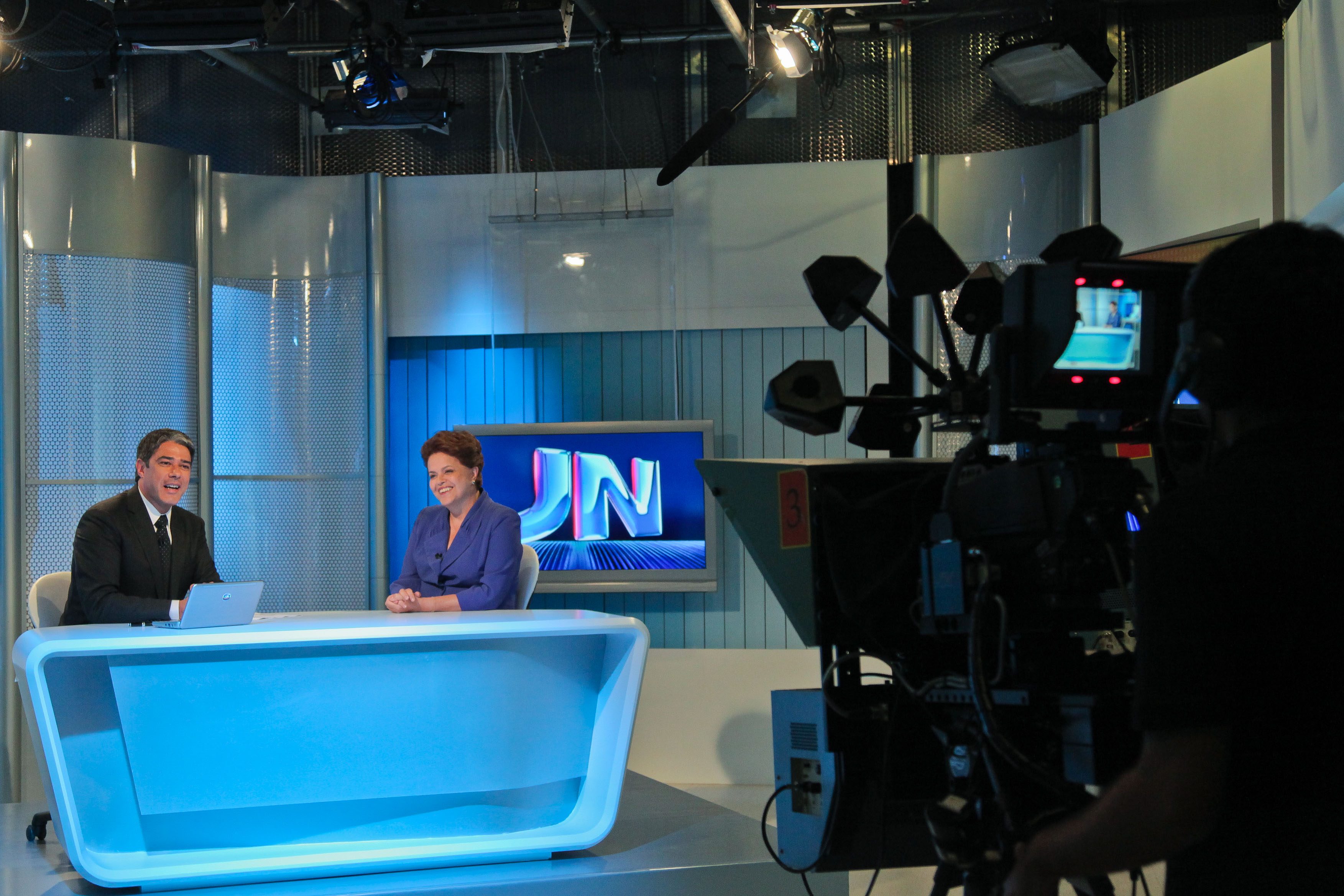
Bonner interviewt die damalige Präsidentschaftskandidatin Dilma Rousseff in der Sendung Jornal Nacional.

Im Jahr 1996 übernahm William Bonner das Jornal Nacional, das von Montag bis Samstag um ca. 20.30 Uhr ausgestrahlt wird.
Im August 2016 gab das Ehepaar seine Scheidung nach 26 Ehejahren bekannt. Seit 2018 ist er mit der Physiotherapeutin Natasha Dantas verheiratet.

Bonner im Jornal Nacional, 2025

Im Juli 2025 wurde bekannt, dass Bonner möglicherweise Globo verlässt. Laut dem Kolumnisten Alessandro Lobianco vom Portal iG verhandelt Bonner derzeit mit TV Globo über seinen Abschied noch in diesem Jahr, wobei der Wechsel voraussichtlich im Oktober stattfinden soll. Von Lobianco konsultierte Quellen bestätigen, dass Bonner und der Sender die Veränderung strategisch und diskret angehen. Neben seiner Tätigkeit als Moderator ist er auch Chefredakteur der Nachrichtensendung, möchte aber sein Arbeitstempo reduzieren, insbesondere nachdem er erneut an der Berichterstattung über eine Wahl beteiligt war. Globo hingegen möchte ihn im Team behalten, jedoch in internen Funktionen außerhalb der Kameras, die sich ausschließlich auf die redaktionelle Koordination konzentrieren.